# Microgobius thalassinus
Microgobius thalassinus és una espècie de peix de la família dels gòbids i de l'ordre dels cipriniformes que es troba des de Maryland fins a Texas (llevat de l'est de Florida).